# بولشایا پرا
بولشایا پرا (روسی: Большая Пера) یک رودخانه در استان آمور کشور روسیه است.